# Église Saint-Sava de Srpski Itebej
Pour les articles homonymes, voir Église Saint-Sava.
L'église Saint-Sava de Srpski Itebej (en serbe cyrillique : Црква Светог Саве у Српском Итебеју ; en serbe latin : Crkva Svetog Save u Srpskom Itebeju) est une église orthodoxe serbe située à Srpski Itebej, dans la province autonome de Voïvodine, dans la municipalité de Žitište et dans le district du Banat central en Serbie. Elle est inscrite sur la liste des monuments culturels de grande importance de la république de Serbie (identifiant no SK 1208).

## Présentation
L'église Saint-Sava a été construite entre 1765 et 1769.
L'édifice, de plan rectangulaire, est prolongé par une abside demi-circulaire, tandis que la façade occidentale est dominée par un clocher surmonté d'un bulbe. Le toit est décoré de tuiles vernissées. L'église dispose d'un socle relativement élevé avec une alternance de fenêtres et de niches aveugles, donnant l'impression d'un bâtiment de deux étages. Les façades sont ornées de moulures décoratives.
À l'intérieur, l'iconostase a été peinte entre 1777 et 1779 par Dimitrije Popović, tandis que les sculptures baroques ont été réalisées dans l'atelier du maître Aksentije Marković,. Le répertoire iconographique de l'iconostase ajoute aux scènes traditionnelles des motifs empruntés à l'histoire serbe et aux saints serbes.

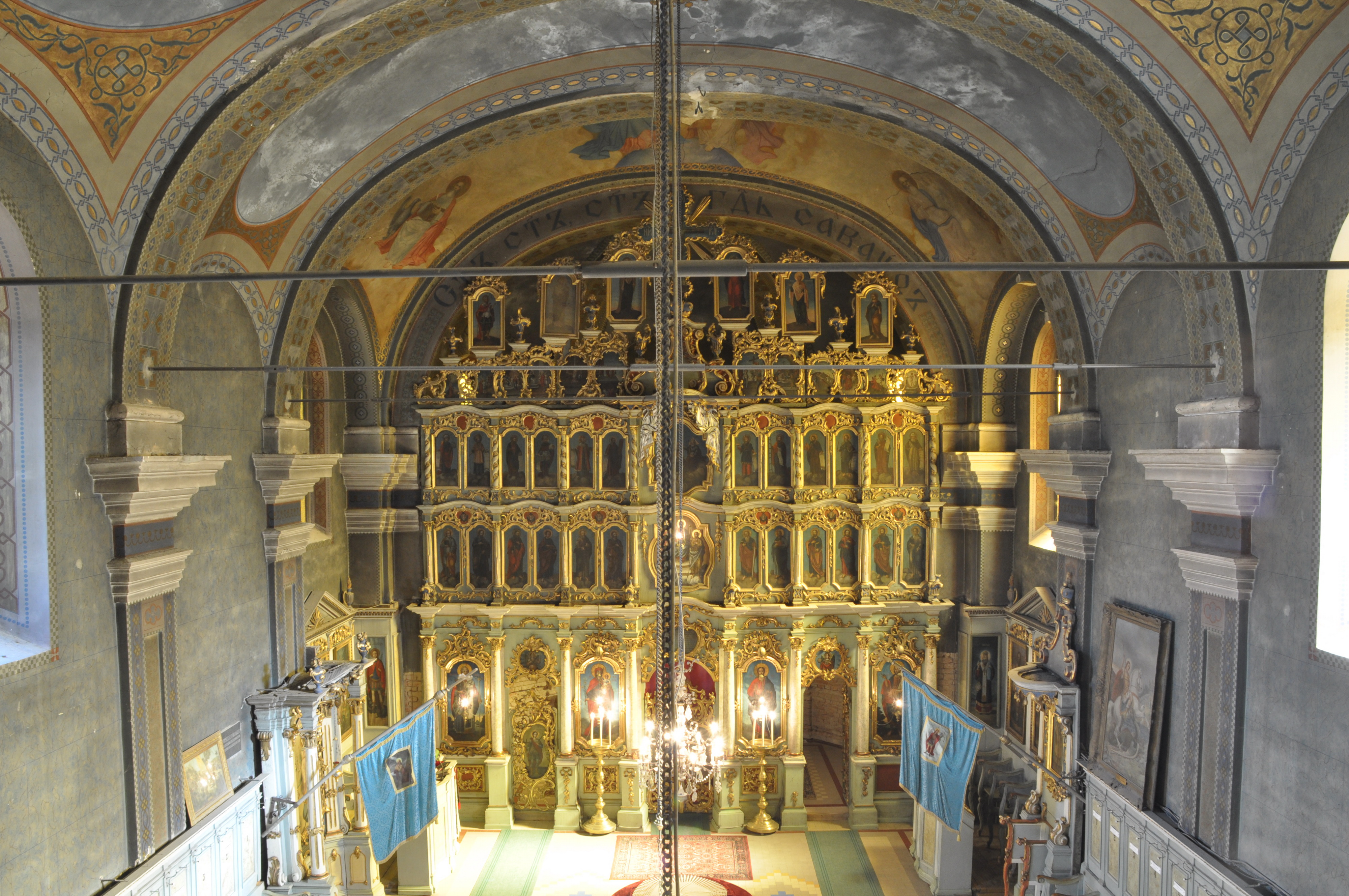
L'iconostase de l'église Saint-Sava de Srpski Itebej.
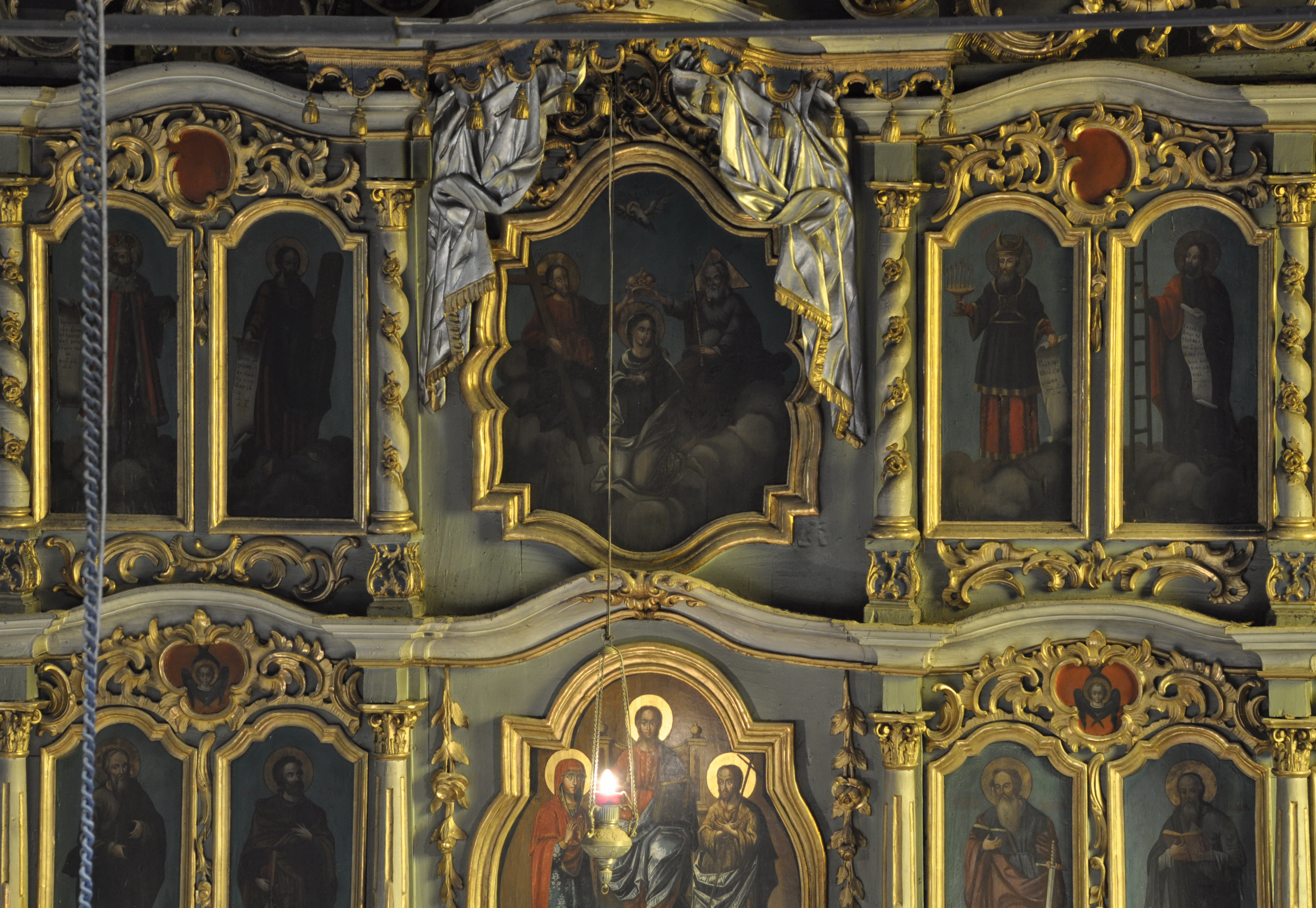
Détail de l'iconostase de l'église Saint-Sava.